# 애니 기븐 선데이
《애니 기븐 선데이》(영어: Any Given Sunday)는 미국에서 제작된 올리버 스톤 감독의 1999년 스포츠 드라마 영화이다. 알 파치노, 캐머런 디애즈, 데니스 퀘이드, 제임스 우즈, 제이미 폭스, LL 쿨 J 등이 출연하였고, 로런 슐러 도너 등이 제작에 참여하였다. 이 영화는 프로 미식축구 세계의 뒷이야기와 선수들 간의 경쟁, 감독과 구단주 간의 갈등, 그리고 개인의 성장과 변화를 다루고 있다.

## 줄거리
영화 속에서 NFL과 동시에 존재하는 가상의 협회 AFFA 소속인 미식축구팀 마이애미 샤크스는 한때 잘나갔으나 현재는 2001년 시즌 플레이오프 진출을 위해 고군분투하고 있다. 30년 관록의 감독 토니 더마토는 젊은 구단주 크리스티나 파그니아치, 공격 코디네이터 닉 크로지어와 불화를 겪는다.
시즌 중 선발 쿼터백 잭 “캡” 루니와 2진 쿼터백이 모두 부상하면서 3진 쿼터백인 윌리 비먼이 경기에 투입된다. 긴장한 비먼은 처음에는 실수를 연발하지만 점차 자신감을 얻으며 뛰어난 활약을 펼친다.
비먼의 성공은 곧 그의 자만심으로 이어져 팀원들, 코치진과의 갈등을 유발하고, 더마토는 비먼을 벤치로 강등시킨다. 그러나 비먼은 그 뒤에도 팀의 승리가 오로지 자신 덕분이라고 인터뷰하고, 팀원들이 경기에서 비먼과 공조하길 거부하면서 샤크스는 홈 경기를 지고 만다. 비먼이 러닝백 줄리언 워싱턴과 주먹다짐을 벌인 뒤 더마토가 실망감을 표하자 비먼은 자신의 행동을 반성한다.
플레이오프에 진출한 샤크스는 팀의 단합을 강조하는 더마토의 연설에 힘입어 다시 하나가 된다. 부상에서 회복한 루니는 경기 중 터치다운에 성공한 후 뇌진탕을 일으키고, 더마토는 고민 끝에 비먼에게 남은 경기를 맡긴다. 팀을 승리로 이끈 비먼은 더마토에게 다음 경기를 이겨 루니에게 바치겠다고 말한다.
샤크스는 결국 선수권 대회인 판테온 컵에서 샌프란시스코팀에 패배한다. 그러나 은퇴가 예상되던 더마토는 자신이 뉴멕시코주 신설 팀 앨버커키 아즈텍스의 감독 겸 단장으로 부임했으며 비먼을 선발 쿼터백이자 프랜차이즈 선수로 영입했다고 깜짝 발표한다.

## 출연진
- 알 파치노 - 토니 더마토 역
- 캐머런 디애즈 - 크리스티나 파그니아치 역
- 데니스 퀘이드 - 잭 “캡” 루니 역
- 제임스 우즈 - 하비 맨드레이크 의사 역: 팀 주치의.
- 제이미 폭스 - 윌리 “스티민” 비먼 역
- LL 쿨 J - 줄리언 “J맨” 워싱턴 역
- 앤마그릿 - 마거릿 파그니아치 역
- 로런 홀리 - 신디 루니 역
- 로런스 테일러 - 루서 “샤크” 러베이 역
- 짐 브라운 - 몬티 “몬티주마” 먼로 역
- 에런 엑하트 - 닉 크로지어 역
- 빌 벨러미 - 지미 샌더슨 역
- 매슈 모딘 - 올리 파워스 의사 역: 팀 내과 전문의.
- 존 C. 맥긴리 - 잭 로즈 역
- 릴라 로숀 - 버네사 스트러더스 역
- 엘리자베스 버클리 - 맨디 머피 역
- 클리프턴 데이비스 - 타이론 스몰스 시장 역
- 앤드루 브리니아스키 - 패트릭 “매드맨” 켈리 역
- 찰턴 헤스턴 - AFFA 위원장 역
- 제임스 캐런, 지아니 루소 - 크리스티나의 고문 역
- 두에인 마틴 - 윌리의 에이전트 역
- 딜리아 셰퍼드, 제이미 버그먼 - 파티의 여성 역
- 숀 스톤, 앤터니 코론 - 팬 역

카메오 출연
- 딕 벗키스 - 상대팀 감독(세 번째 경기) 역
- 올리버 스톤 - 터그 코월스키(텔레비전 아나운서 1) 역
- 윌트 체임벌린 - 탈의실 방문객 역

## 기타 제작진
- 공동 제작: 에릭 햄버그, 조너선 크라우스, 리처드 루타우스키
- 배역: 빌리 홉킨스, 메리 버뉴
- 미술: 빅터 켐프스터
- 의상: 메리 조프리스
- 음악 감독: 버드 카

## 우리말 녹음
SBS 성우진 (2006년 7월 30일)
- 양지운 - 토니 더마토(알 파치노)
- 정미숙 - 크리스티나 파그니아치(캐머런 디애즈)
- 황윤걸 - 잭 캡 루니(데니스 퀘이드)
- 장승길 - 하비 맨드레이크(제임스 우즈)
- 최원형 - 윌리 비먼(제이미 폭스)
- 민응식 - 줄리언 워싱턴(LL 쿨 J)
- 이근욱 - 터그(올리버 스톤)
- 최옥희 - 마거릿 파그니아치(앤마그릿)
- 김영훈 - 닉 크로지어(에런 엑하트)
- 강희선 - 신디 루니(로런 홀리)
- 김옥경 - 버네사 스트러더스(릴라 로숀)
- 윤복성 - 루서 샤크 러베이(로런스 테일러)
- 김수진 - 맨디 머피(엘리자베스 버클리)
- 기경옥
- 임은정